# Tipula (Lunatipula) grahamina
Tipula (Lunatipula) grahamina is een tweevleugelige uit de familie langpootmuggen (Tipulidae). De soort komt voor in het Nearctisch gebied.